# Нолиды
Нолиды, или карликовые шелкопряды (лат. Nolidae), — семейство чешуекрылых.

## Описание
Бабочки средних и мелких размеров. Размах крыльев 12—35 мм. Усики двояко-гребенчатые или реснитчатые. Хоботок обычно хорошо развит, иногда редуцирован. Лоб и базальные членики усиков обычно с пучками чешуек. Глаза голые, глазки отсутствуют. Передние крылья с хорошо развитым рисунком из перевязей и полос и с тремя очень характерными пучками торчащих чешуек. Окраска неяркая, обычно серых или беловато-коричневых тонов. Активность приурочена к тёмному времени суток.
Сумеречные и ночные бабочки. В умеренной зоне у большинства видов 2 поколения в году, у некоторых видов 3 поколения. Гусеницы полифаги — развиваются на различных древесных и кустарниковых породах, а также на многих травянистых растениях и лишайниках. Гусеницы живут на различных травянистых и древесных растениях, окукливаются в прочном, как будто сделанном из пергамента, коконе.

## Ареал
До 500 видов, распространённых преимущественно в Индо-Малайской области. В Палеарктике около 70 видов.

## Классификация
В семействе выделяют следующие подсемейства:
Подсемейство Nolinae
- Antennola impura
- Meganola albula
- Meganola gigantula
- Meganola kolbi
- Meganola strigula — Карликовый шелкопряд дубовый
- Nola subchlamydula — Карликовый шелкопряд субхламидула
- Meganola togatulalis — Карликовый шелкопряд тёмно-серый
- Nola aegyptiaca
- Nola aerugula — Карликовый шелкопряд берёзовый
- Nola chlamitulalis — Карликовый шелкопряд хламитулалис
- Nola cicatricalis — Карликовый шелкопряд лишайный
- Nola confusalis
- Nola cristatula
- Nola cucullatella — Карликовый шелкопряд капюшонный
- Nola dresnayi
- Nola estonica[5]
- Nola harouni
- Nola karelica
- Nola squalida
- Nola thymula
- Nola tutulella

Подсемейство Chloephorinae (Ariolicini, Camptolomini, Careini, Chloephorini, Sarrothripini)
- Bena bicolorana — Челночница дубовая
- Characoma nilotica
- Nycteola asiatica — Совка азиатская
- Nycteola columbana
- Nycteola degenerana
- Nycteola kuldzhana
- Nycteola revayana
- Nycteola siculana
- Pardoxia graellsi
- Pseudoips prasinana — Челночница зелёная, или челночница буковая

Подсемейство Westermanniinae
Подсемейство Eariadinae
- Earias albovenosana
- Earias clorana — Челночница ивовая
- Earias insulana
- Earias syriacana
- Челночница тополёвая — Earias vernana

Подсемейство Collomeninae
Подсемейство Bleninae
Подсемейство Risobinae
Подсемейство Eligminae